# Fusinus dowianus
Fusinus dowianus là một loài ốc biển, là động vật thân mềm chân bụng sống ở biển trong họ Fasciolariidae.